# Liste der Biografien/Diep
Liste der Biografien |
Portal Biografien |
Personensuche
# |
A |
B |
C |
D |
E |
F |
G |
H |
I |
J |
K |
L |
M |
N |
O |
P |
Q |
R |
S |
T |
U |
V |
W |
X |
Y |
Z |
?
 
Da |
Db |
Dc |
Dd |
De |
Dg |
Dh |
Di |
Dj |
Dk |
Dl |
Dm |
Dn |
Do |
Dq |
Dr |
Ds |
Du |
Dv |
Dw |
Dy |
Dz
 
Dia |
Dib |
Dic |
Did |
Die |
Dif |
Dig |
Dih |
Dij |
Dik |
Dil |
Dim |
Din |
Dio |
Dip |
Diq |
Dir |
Dis |
Dit |
Diu |
Div |
Diw |
Dix |
Diy |
Diz
 
Dieb |
Diec |
Died |
Dief |
Dieg |
Dieh |
Diek |
Diel |
Diem |
Dien |
Diep |
Dier |
Dies |
Diet |
Dieu |
Diev |
Diew |
Diez
Die Liste der Biografien führt alle Personen auf, die in der deutschsprachigen Wikipedia einen Artikel haben. Dieses ist eine Teilliste mit 52 Einträgen von Personen, deren Namen mit den Buchstaben „Diep“ beginnt.

## Diep

### Diepe
- Diepen, Tony van (* 1996), niederländischer Leichtathlet
- Diepenbach, Wilhelm (1887–1961), deutscher Archivar, Bibliothekar und Historiker
- Diepenbeck, Elke (* 1961), deutsche Sängerin, Komponistin und Schauspielerin
- Diepenbeeck, Abraham van (1596–1675), niederländischer Maler
- Diepenbeek, Jan van (1903–1981), niederländischer Fußballspieler
- Diepenbrock, Alphons (1862–1921), niederländischer Komponist, Schriftsteller und Altphilologe
- Diepenbrock, Anton (1761–1837), deutscher Großkaufmann, Gutsbesitzer, salmischer Hofkammerrat und Maire des Kantons Bocholt
- Diepenbrock, Apollonia (1799–1880), westfälische Krankenhausstifterin
- Diepenbrock, Conrad Joseph (1808–1884), deutscher Revolutionär und Schriftsteller
- Diepenbrock, Heinrich von († 1568), Domherr in Münster
- Diepenbrock, Hermann von (1549–1596), Domherr in Paderborn
- Diepenbrock, Johann (1854–1901), ostfriesischer Orgelbauer
- Diepenbrock, Johannes Bernhard (1796–1884), deutscher katholischer Geistlicher und Historiker
- Diepenbrock, Leonard (* 1972), deutscher Fernsehmoderator
- Diepenbrock, Melchior (1798–1853), Kardinal und Fürstbischof von BreslauMelchior Diepenbrock (1798–1853)

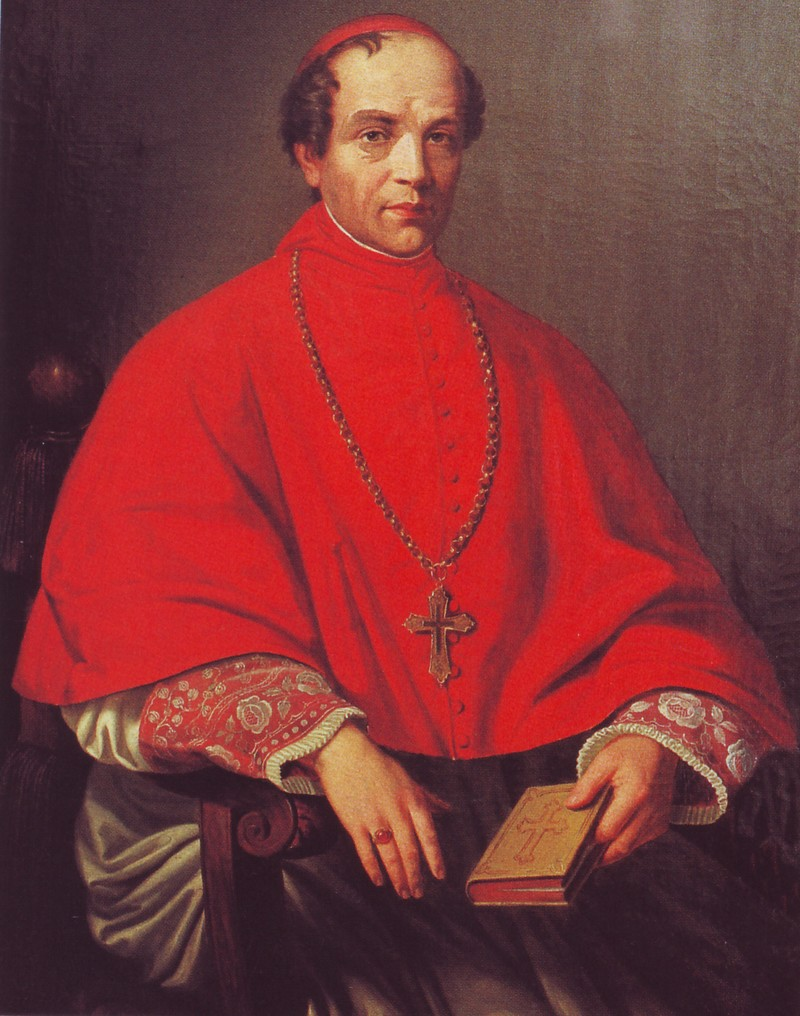
Melchior Diepenbrock (1798–1853)

- Diepenbrock, Wulf (* 1947), deutscher Agrarwissenschaftler und Hochschullehrer
- Diepenbroick, Ludwig von (1738–1805), kurhannoverischer Generalleutnant und Kommandant von Lüneburg
- Diepenbroick-Grueter, Hans-Dietrich von (1902–1980), deutscher Antiquar und Sammler von Porträts
- Diepenbroick-Grüter, Gustav von (1815–1899), deutscher Richter und Parlamentarier
- Diepenbroick-Grüter, Ludwig von (1804–1870), preußischer Landrat
- Diepenbroick-Grüter, Otto von (1819–1870), preußischer Generalmajor
- Diepenbroick-Grüter, Otto von (1860–1940), deutscher Generalleutnant
- Diependaal, Cornelius (1829–1893), niederländischer altkatholischer Bischof
- Diepenhorst, Bernd (* 1949), deutscher Generalmajor der Bundeswehr
- Diepenhorst, Isaäc Arend (1916–2004), niederländischer Rechtswissenschaftler, Hochschullehrer und Politiker
- Diepenhorst, Isaäc Nicolaas Theodoor (1907–1976), niederländischer Politiker (CHU)
- Diepenseifen, Dirk (* 1978), deutscher Basketballspieler
- Dieperink, Rob (* 1988), niederländischer Fußballschiedsrichter
- Diepeveen, Cees Jan (* 1956), niederländischer Hockeyspieler

### Diepg
- Diepgen, Eberhard (* 1941), deutscher Politiker (CDU), MdA, MdBEberhard Diepgen (* 1941)

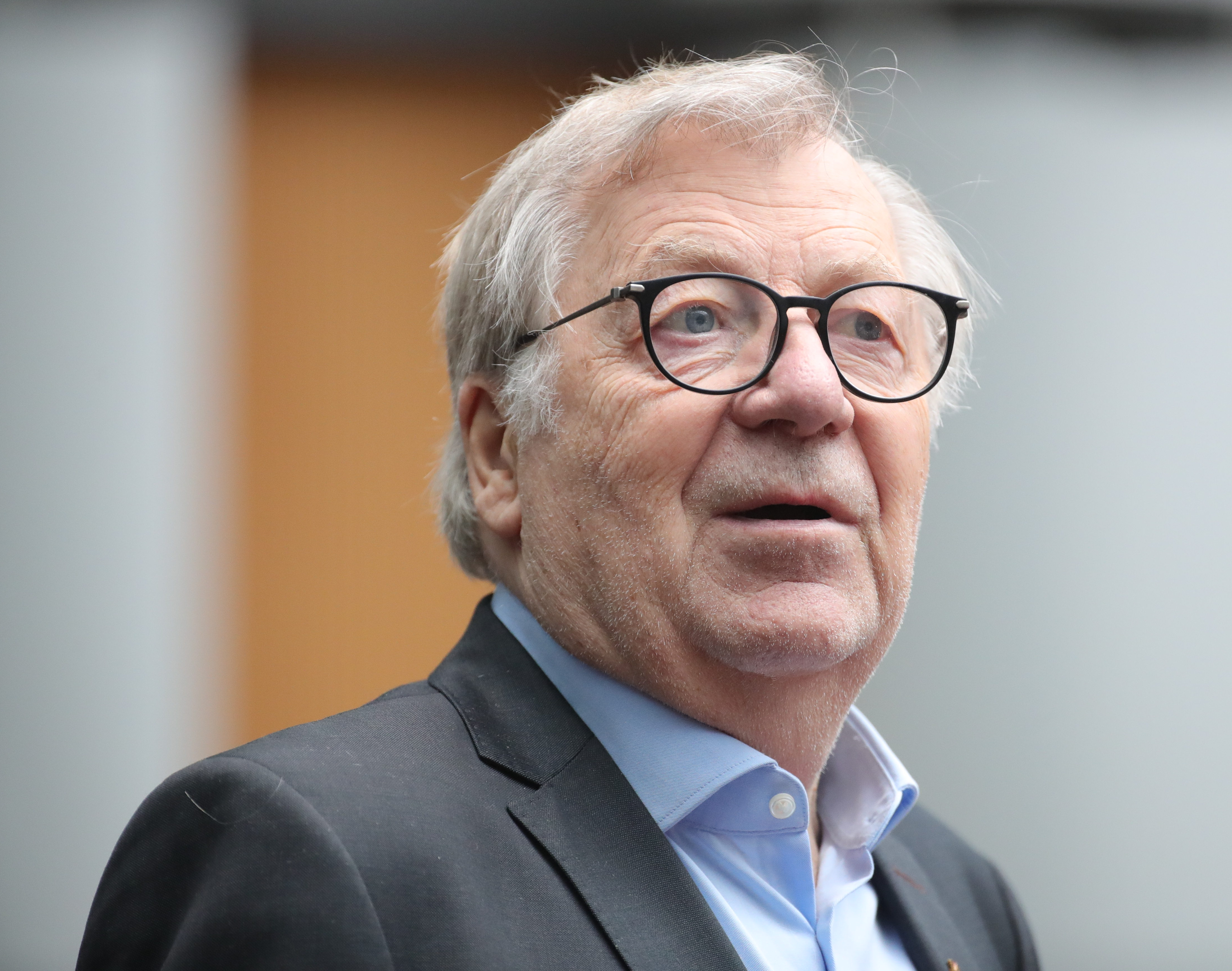
Eberhard Diepgen (* 1941)

- Diepgen, Martin (* 1956), deutscher Kommunalpolitiker (CDU)
- Diepgen, Paul (1878–1966), deutscher Gynäkologe und Medizinhistoriker
- Diepgrond, Karel Lodewijk (* 1896), niederländischer Kriegsverbrecher und Lagerführer des Kamp Erika

### Dieph
- Diepholt, Tecla van († 1611), ostfriesische Häuptlingstochter
- Diepholz, Otto, deutscher Print- und Fernsehjournalist

### Diepl
- Dieplinger, Anna Maria (* 1970), österreichische Soziologin und Pflegewissenschaftlerin
- Dieplinger, Jakob (* 1984), österreichischer American-Football-Spieler

### Diepo
- Diepold († 1285), Graf zu Ortenburg
- Diepold II. von Vohburg († 1078), Markgraf auf dem bayrischen Nordgau und von Giengau
- Diepold III. von Vohburg (1075–1146), Markgraf auf dem Nordgau und von Nabburg, Vohburg und ChamDiepold III. von Vohburg (1075–1146)

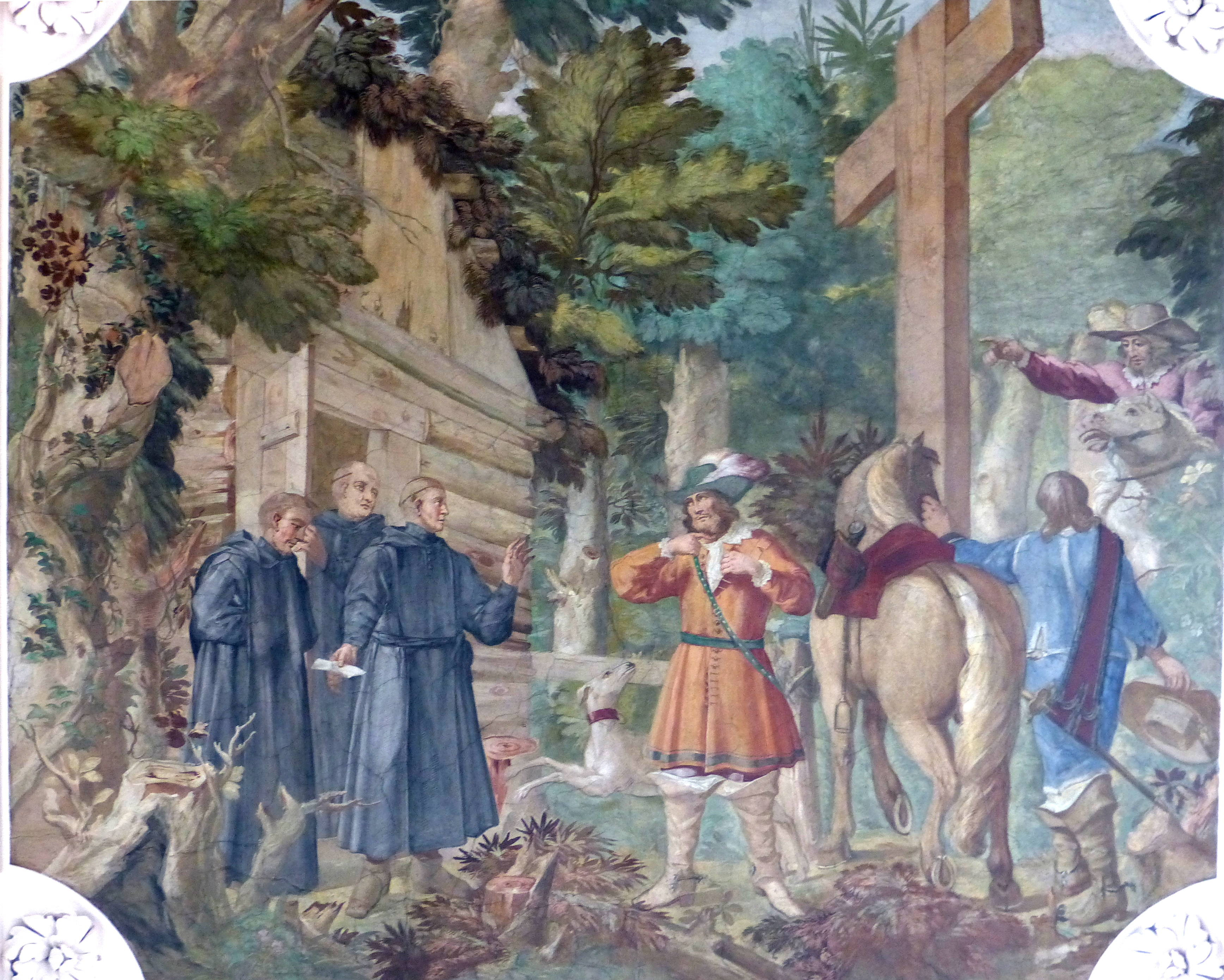
Diepold III. von Vohburg (1075–1146)

- Diepold von Berg († 1190), Bischof von Passau
- Diepold von Schweinspeunt, deutscher Ministerialer, Graf von Acerra und Herzog von Spoleto
- Diepold, Michelle (* 1996), österreichische Naturbahnrodlerin
- Diepold, Roland (* 1961), deutscher Motorsportler
- Diepolder, Gertrud (1925–2016), deutsche Historikerin
- Diepolder, Hans (1896–1969), deutscher Klassischer Archäologe
- Diepolder, Johann Michael (1820–1903), deutscher Beamter, Landtagsabgeordneter und Abgeordneter des Zollparlaments
- Diepolder, Walburga (1870–1905), deutsche Missionsbenediktinerin und Märtyrin
- Diepolt, Margarete († 1629), deutsches Hexenprozess-Opfer

### Diepp
- Dieppa, Nelson (* 1971), puerto-ricanischer Boxer

### Diepr
- Diepraem, Abraham (1622–1670), niederländischer Maler

### Dieps
- Diepschlag, Ernst (1885–1953), deutscher Metallurge und Hochschullehrer